# Луций Касий Лонгин (консул 11 г.)
Вижте пояснителната страница за други личности с името Луций Касий Лонгин.
Луций Касий Лонгин (на латински: Lucius Cassius Longinus) e политик и сенатор на ранната Римска империя.

## Биография
Лонгин е от фамилията Касии, която по време на Римската република e от най-добрите фамилии на нобилитета. Той произлиза по директна линия от убиеца на Цезар Гай Касий Лонгин. Неговите синове, Гай и Луций, са възпитавани по стоги староримски обичай. Двамата стават през 30 г. консули.
Касий е член на престижната жреческа колегия Арвалски братя. През 11 г. е суфектконсул заедно с Тит Статилий Тавър.
Той е женен за Елия, дъщеря на юриста Квинт Елий Туберон (консул 11 пр.н.е.).